# موبيل (ألاباما)
موبيل هي مدينة في ولاية ألاباما في الولايات المتحدة الأمريكية.
عدد سكانها 196278 نسمة لتعداد عام 1990. تقع المدينة جنوب غرب ولاية آلاباما الأمريكية علي خليج موبيل وعند مصب نهر موبيل أسسها فرنسيون عام 1710، وتداولها البريطانيون والإسبان وصارت أخيرا مدينة أمريكية 1813 وهي المرفأ الوحيد في ألاباما.

## الاقتصاد
مركز هام لبناء السفن تصدر منه حاصلات زراعية أهمها الأقطان، الأخشاب ومن منتجاتها الورق والكيميائيات.

## سياحة
من معالمها المشهورة كاتدرائية كاثوليكية ومستشفى للبحرية الأمريكية وأبنية طريفة ترجع للعهود التي تعاقبت عليها (البريطانية  والأسبانية).

## تعليم
- نظام التعليم الحكومي في مقاطعة موبيل

## توأمة
لموبيل (ألاباما) اتفاقيات توأمة مع كل من:
- City of Cockburn [الإنجليزية]‏
- فيتوريا، البرازيل
- فورمس
- هافانا
- إيتشيهارا
- كاتوفيتسه
- جيتا
- كوشيتسه
- مالقة
- مدينة فيراكروز
- روستوف على نهر الدون
- ماراكايبو [9]

## أعلام
- جوزيف بول فرانكلين
- غريغوري بنفورد
- تيم كوك
- أوغوستا ويلسون
- كليفتون وليامز
- هانك آرون
- دون ويليامز
- بول بيرر
- جون غايل
- سيدني دبليو. فوكس

## وصلات خارجية
- موبايل، ألاباما

(بالإنجليزية)